# San Antonio Dos
San Antonio Dos är en ort i Mexiko.   Den ligger i kommunen Culiacán och delstaten Sinaloa, i den västra delen av landet, 1 000 km nordväst om huvudstaden Mexico City. San Antonio Dos ligger 18 meter över havet och antalet invånare är 147.
Terrängen runt San Antonio Dos är mycket platt. Runt San Antonio Dos är det ganska tätbefolkat, med 155 invånare per kvadratkilometer. Närmaste större samhälle är Licenciado Benito Juárez, 17,9 km nordväst om San Antonio Dos. Trakten runt San Antonio Dos består till största delen av jordbruksmark.